# Скурово
Скурово (пол. Skórowo) — село в Польщі, у гміні Потенґово Слупського повіту Поморського воєводства.
Населення — 251 особа (2011).
У 1975-1998 роках село належало до Слупського воєводства.

## Демографія
Демографічна структура станом на 31 березня 2011 року:
|          | Загалом | Допрацездатний вік | Працездатний вік | Постпрацездатний вік |
| -------- | ------- | ------------------ | ---------------- | -------------------- |
| Чоловіки | 129     | 31                 | 90               | 8                    |
| Жінки    | 122     | 23                 | 73               | 26                   |
| Разом    | 251     | 54                 | 163              | 34                   |